# Benjamin Insfran
Benjamin Insfran, né le 14 avril 1972 à Porto Murtinho, est un joueur brésilien de beach-volley.
Il est médaillé de bronze aux Championnats du monde de beach-volley en 2003 avec Márcio Araújo.